# Roberto Artiagoitia
Roberto Andrés Artiagoitia Alti, más conocido como El Rumpy (Santiago, 15 de octubre de 1969), es un locutor de radio y cineasta chileno, conocido por su programa de radio El chacotero sentimental.

## Biografía
Hijo de José Patricio Artiagoitia Artave y Ana María Alti Carro, ambos de origen vasco, provenientes de Bilbao. Hizo sus estudios en el Colegio de los Sagrados Corazones de Manquehue y en el Seminario Pontificio Menor, de Las Condes. Es ampliamente conocido en Chile por su desenfadado estilo para conversar sobre experiencias sexuales con sus auditores en programas radiales como El chacotero sentimental (Rock & Pop y Radio Corazón) y El club del cangrejo (Radio W). 
Por su incipiente popularidad radial, llegó a trabajar en televisión en el ya desaparecido Canal 2 Rock & Pop en los programas Maldita sea y El comprahuevos, y posteriormente a protagonizar El chacotero sentimental, película basada en el programa radial homónimo y que se convirtió en una de las más taquilleras de la historia del cine chileno reciente. En el 2007 debutó como director de cine con una secuela de esa cinta, llamada Radio Corazón y dos años más tarde estrenó su segunda cinta como director, Grado 3, centrada también en las aventuras sexuales en tono de comedia. De ambas ha sido también guionista. El 2012 estrena su tercer rodaje, Paseo de oficina.
Tiene una casa en Tunquén, al igual que una serie de otros famosos de Chile.

## Cine
| Año  | Título                   | Actor | Director | Guionista | Productor |
| ---- | ------------------------ | ----- | -------- | --------- | --------- |
| 1999 | Last Call                | Sí    |          |           |           |
| 1999 | El chacotero sentimental | Sí    |          |           | Sí        |
| 2007 | Radio Corazón            | Sí    | Sí       | Sí        |           |
| 2009 | Grado 3                  |       | Sí       | Sí        |           |
| 2012 | Paseo de oficina         |       | Sí       | Sí        |           |
| 2013 | El Tío                   | Sí    |          |           |           |

## Televisión

### Actor
- Tic Tac (TVN, 1997) como MemoStyle
- El cuento del tío (TVN, 2005) como Mario (Episodio: "El estreno")
- La canción de tu vida (TVN, 2014) como Él mismo

### Conductor
- El comprahuevos (Canal 2 Rock & Pop, 1995) Conductor
- Maldita sea (Canal 2 Rock & Pop, 1995-1996) Coconductor
- Sin prejuicios (TVN, 2004–2005) Jurado
- Noche de juegos (TVN, 2004) Presentador (Segmento: "Las Historias del Rumpi")
- Festival Internacional de Viña del Mar (CHV, 2013) Jurado
- Amor a prueba (Mega, 2014-2015) Conductor (Segmento: "Cara a Cara")
- ¿Volverías con tu ex? (Mega, 2016) Conductor (Segmento: "Asamblea Extraordinaria")

### Participaciones especiales
- Campaña en Ayuda a los Niños Enfermos de Sida de Cachureos (1997)
- De pe a pa (2002, 2003)
- Animal nocturno  (2007)
- A tu día le falta Aldo (2010)
- Cadena nacional (2012)
- Vértigo (2012, 2013, 2015)
- Juga2 (2013)
- Mentiras Verdaderas (2014)
- Mentiras Verdaderas (2016)
- Llegó tu hora (2018)

## Radio
| Año(s)        | Programa                                      | Emisora                    |
| ------------- | --------------------------------------------- | -------------------------- |
| 1994-1996     | Los Bacalaos Daos (junto con Rolando Ramos)   | Rock & Pop                 |
| 1994-2000     | La Jaula del Mono (con DJ Mono y/o DJ Huesos) | Rock & Pop                 |
| 1996-2000     | El Chacotero Sentimental                      | Rock & Pop                 |
| 2002-2005     | El Club del Cangrejo                          | Radio W/Los 40 Principales |
| 2009          | R&P Clásico (junto con Rolando Ramos)         | Rock & Pop                 |
| 2006-presente | El Chacotero Sentimental                      | Radio Corazón              |